# 齊哀公
齊哀公（？—前890年），姜姓，吕氏，名不辰，齊癸公之子。
哀公不辰在位時期与邻国衝突不斷。周夷王時，紀侯在夷王面前讒言齊侯不辰，致夷王烹殺不辰，另立齊哀公之異母弟静為齊君，乃齊胡公。
史書並無記載紀侯密告內容為何，能致周天子勃然大怒，利用諸侯聚會當眾烹殺齊哀公。然而2009年於高青县陈庄西周古城遗址中挖掘出的一密集居住小城發現此城有諸多不合常理之情事：如極小的城池中出土數件西周時期銘文青銅器，並牽連至姜子牙後代、一位身份為將軍卻有諸侯等級大墓葬，及只有周天子都城才能有的祭天祭台一座等，可能為齊國私下建造。因此推斷，紀侯密告的即為此事，進而導致齊哀公被天子認為有謀逆篡位之心。

## 家族
- 父：齊癸公姜慈母
- 母：不詳，生齊哀公不辰、齊獻公山。
- 異母弟: 齊胡公靜，齊哀公的異母弟。繼任其異母兄齊哀公的爵位。
- 同母弟：齊獻公山，齊哀公的同母弟。因齊胡公遷都之事，與私黨夥同營丘人發動政變，殺胡公，盡逐胡公之子。[5]